# Markus Baur
Pour les articles homonymes, voir Baur.
Markus Baur, né le 22 janvier 1971 à Meersburg, est un ancien handballeur international allemand qui évoluait au poste de demi-centre. Avec l'équipe nationale d'Allemagne, il est notamment devenu champion d'Europe en 2004 et champion du monde en 2007

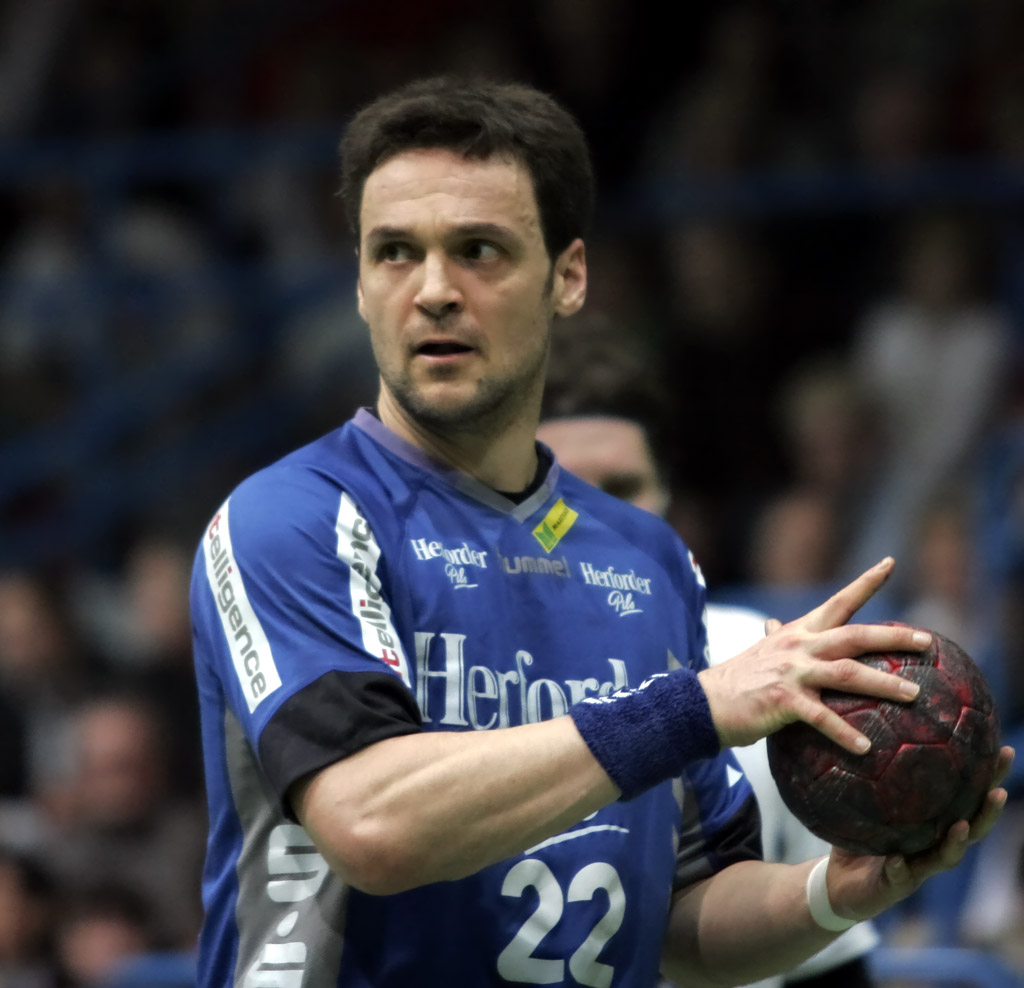
Markus Baur sous le maillot du TBV Lemgo en 2007.

Il est aujourd'hui entraîneur.

## Palmarès

### Club
- Coupe de l'EHF (1) : 2006
- Coupe d'Allemagne (2) : 1994, 2002
- Champion d'Allemagne (1) : 2003

### Sélection nationale
- Jeux olympiques[1]
  -  Médaille d'argent aux Jeux olympiques de 2004 à Athènes
  - 5e place aux Jeux olympiques de 2000 à Sydney
  - 7e place aux Jeux olympiques de 1996 à Atlanta
- Championnats du monde
  -  Médaille d'or Championnat du monde 2007
  -  Médaille d'argent Championnat du monde 2003
  - 8e place au Championnat du monde 2001
- Championnats d'Europe
  -  Médaille d'or Championnat d'Europe 2004
  -  Médaille d'argent au Championnat d'Europe 2002
  -  Médaille de bronze au Championnat d'Europe 1998
  - 4e place au Championnat d'Europe 2008 en Norvège

### Entraîneur
- Champion de Suisse (2) : 2014, 2015
- Coupe de Suisse (1) : 2014

### Distinctions individuelles
- Handballeur allemand de l'année en 2000 et 2002
- Nommé à l'élection du meilleur handballeur mondial de l'année en 2001